# Lokomotiva P 8 (Prusko)
P 8 je řada parní lokomotivy pro osobní dopravu Pruských státních drah. Ačkoliv se jednalo o neúspěšnou konstrukci rychlíkové lokomotivy, stala se nejpočetnější řadou parních lokomotiv určených pro osobní dopravu v Evropě. Byla provozována v řadě evropských zemích, často až do úplného ukončení parního provozu.

## Vznik a vývoj

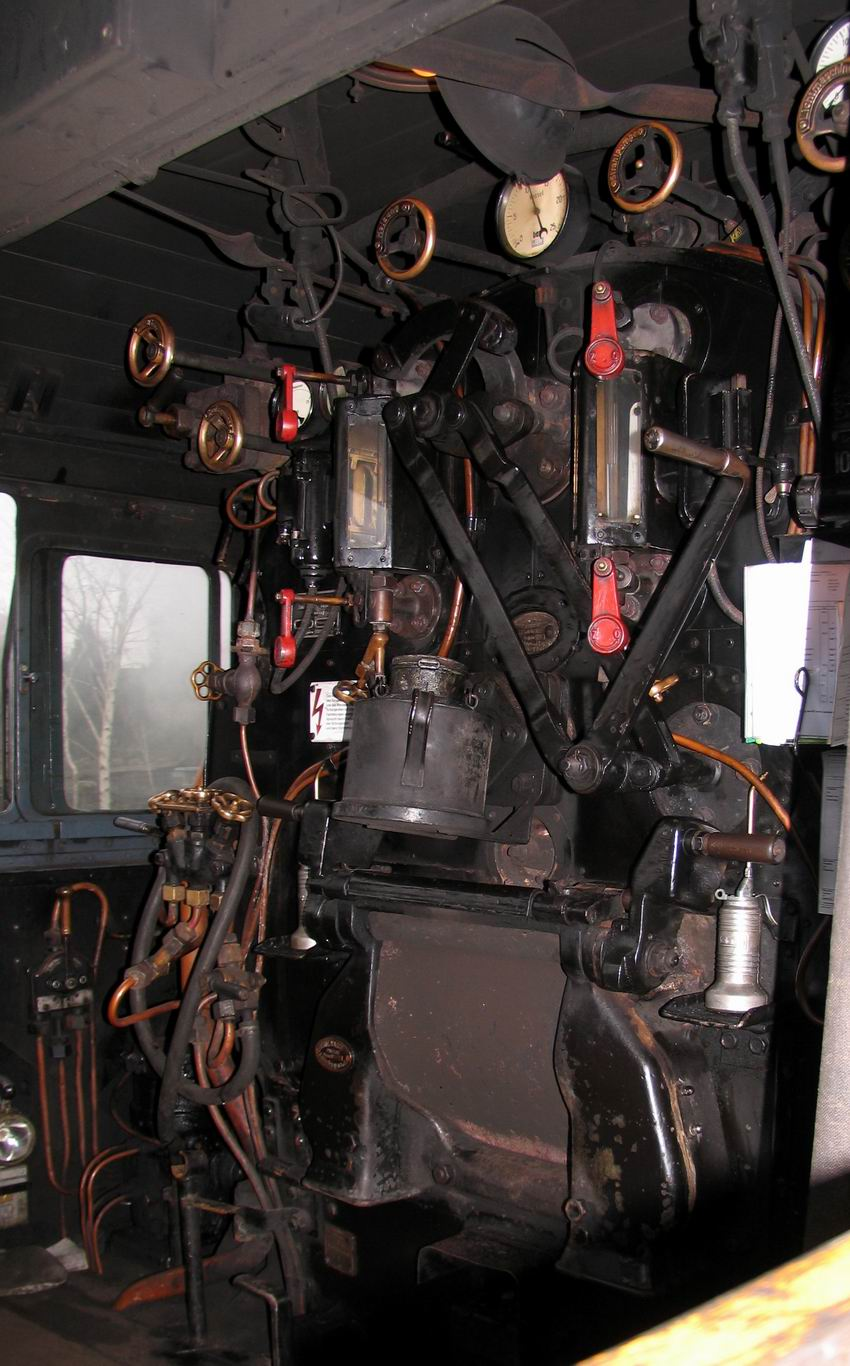
Budka P8

Řada P 8 se měla stát náhradou za řadu P 6, jejíž jízdní vlastnosti byly neuspokojivé. Konstruktér Robert Garbe chtěl navrhnout lokomotivu pro vozbu rychlíků, která by byla jednoduchá, úsporná, provozně nenáročná a v neposlední řadě schopná otáčení na tehdy v Prusku obvyklých šestnáctimetrových točnách. Maximální délka lokomotivy bez tendru pak byla omezena délkami stání v lokomotivních dílnách na 11,6 m. Garbe tvrdil, že tehdejší potíže sdružených čtyřválců vyplývají z obtížného přístupu k mechanismu prostředních válců. Jeho lokomotiva byla proto navržena jako dvojčitá s maximálním důrazem na snadnou přístupnost a údržbu všech důležitých dílů. Stejně jako u řady P 6 použil Garbe Schmidtův přehřívač páry, který umožnil dosáhnout vyšší účinnosti, než u tehdy obvyklých složitých sdružených čtyřválcových strojů na mokrou páru.
Prototyp nové řady postavila v roce 1906 firma Schwartzkopff v Berlíně. Stroj s výrobním číslem 3616/1906 byl označen jako KO 2401 (pozdější 38.1001). Garbe konstruoval rychlíkový stroj, proto i strojvůdcovská budka byla šípovitě protažená vpřed. Maximální rychlost nové lokomotivy byla stanovena na 110 km/h.
Personál nebyl zprvu z nové lokomotivy příliš nadšen. Na jedné straně stroj disponoval kotlem s velmi dobrým vývinem páry díky zvětšené spalovací komoře na přední straně topeniště, na straně druhé zde bylo mnoho nedostatků. Nejzávažnějším nedostatkem byl neklidný chod lokomotivy při vyšších rychlostech. Objevily se i další nedostatky – slabě dimenzovaná ložiska ojnic a spojnic měla sklon k horkoběžnosti, trhavý chod parního stroje způsoboval uvolňování válců a dokonce se uvolňovaly i spoje na rámu lokomotivy, příliš volné spojení s tendrem zhoršovalo chodové vlastnosti při jízdě tendrem vpřed a zejména se projevoval neklidný chod při vyšších rychlostech.
Prakticky se všemi nedostatky se podařilo Garbemu vypořádat. Pro snížení namáhání ojničních čepů byly průměry válců zmenšeny z 590 na 575 mm a ojniční čepy zesíleny. Šoupátka opatřena pružnými kroužky. Plocha přehřívače se zvýšila ze 48,8 na 49,8 m2. Přes veškerou snahu se ale Garbemu nepodařilo vyvážit pojezd a pohon tak, aby lokomotiva bezpečně dosáhla původně plánované maximální rychlosti 110 km/h. Maximální rychlost byla tedy stanovena 100 km/h a tak to již zůstalo u všech strojů této řady.
V roce 1907 byla u firmy Vulcan ve Štětíně objednána stavba sedmi strojů pro ředitelství Královec (Vulcan 2346–2352/1907). Všechny provedené změny se u lokomotiv čísel 2401–2407 osvědčily, špatné chodové vlastnosti při vysokých rychlostech zůstaly. A tak u dalších strojů se již Garbe vzdal myšlenky na rychlíkovou lokomotivu a s tím zmizelo u dalších strojů i šípovité čelo budky.
V roce 1908 začala sériová výroba. Na přelomu let 1912 a 1913 došlo k dalším úpravám konstrukce. Především byla zvětšena plocha přehřívače na 58,9 m2 a dosazena brzda na běžný podvozek. Tím došlo i k dalšímu zvýšení hmotnosti lokomotivy. S ohledem na dostupnou kvalitu vody byl pak ve válečných letech dosazován na kotel napájecí dóm s čističem vody.
I přes zklamání, které tento stroj Garbemu přinesl, se začala lokomotiva po provedených úpravách konstrukce ve své nové roli univerzální lokomotivy pro osobní dopravu pozoruhodně osvědčovat. Její obliba u personálu vzrůstala, byla pozoruhodná především svojí hospodárností a jednoduchou údržbou ve srovnání se sdruženými lokomotivami. Její kotel patřil k mistrovským dílům a byl použit i u řad G 10 a T 18. V roce 1912, kdy Garbe odcházel do penze, již brázdilo pruské koleje 350 těchto strojů. Na konci I. světové války jejich počet dosáhl čísla 2350.

## Po I. světové válce
Po první světové válce muselo Německo odevzdat 627 nebo 628 strojů jako válečnou reparaci vítězným mocnostem. Tyto lokomotivy byly rozděleny následovně: Polsko 190 ks (+2 Svobodné město Gdaňsk), Belgie 168, Francie 137, Sársko 41, Itálie 25, Alsasko 25, Rumunsko 18 a Litva 11.
Brzy po válce se opět rozběhla výroba lokomotiv k obnově zdecimovaného stavu. Jednou z řad byla i P 8. Její produkce dosáhla vrcholu v letech 1920–1922, kdy bylo vyrobeno celkem přes 1200 kusů. V průběhu výroby docházelo i k dalším úpravám – začaly se instalovat usměrňovací plechy, vyklenula se střecha budky a byly na ni dosazeny větrací klapky. Na výrobě se podílely téměř všechny německé lokomotivky, kromě Hartmanna a Esslingenu. Největšími producenty byly firmy Schwartzkopff (1027 kusů) a Henschel (740 kusů). Celkem bylo v letech 1906–1923 vyrobených v třinácti pruských lokomotivkách 3 438 lokomotiv pro pruské dráhy a 118 pro další německé železnice. Poslední lokomotivu pro Německo vyrobila v roce 1923 firma AEG – stroj č. 38 4051.

### P 8 u dalších německých železničních společností

#### Oldenbursko
Jako první mimo pruské železnice si pořídilo pět lokomotiv typu P 8 Oldenbursko.

#### P 8 u Bádenských státních drah
K doplnění stavu lokomotivního parku bádenských drah po první světové válce objednalo ředitelství v Karlsruhe u firmy Maschinenbau-Gesellschaft Karlsruhe 40 lokomotiv řady P 8. Lokomotivy obdržely čísla 1153–1192, v roce 1925 je DR přečíslovaly na 38 3793–38 3832.

#### P 8 u meklenburské Friedrich-Franz-Eisenbahn
Pro pokrytí vzrůstajících požadavků na přepravu v relaci Warnemünde objednala Friedrich-Franz-Eisenbahn v letech 1914–1916 stavbu 10 lokomotiv u firmy Humboldt. V roce 1917 převzala tato železnice další tři nově vyrobené stroje od pruských drah. Lokomotivy obdržely čísla 251–263. Poté, co v roce 1920 musely být stroje 258–260 odevzdány Belgii jako válečná reparace (B 6400, B 6401 a B 6431), obdržela dráha v roce 1922 jako náhradu tři stroje z lokomotivky Henschel. Nové stroje byly označeny jako 264–266, po roce 1925 dostaly všechny lokomotivy u DR nová čísla – 38 1573, 1574, 1575, 1750, 1751, 1791, 1792, 2023, 2026, 2119, 3674, 3675 a 3676.

## 38.10-40 DRG
Německé říšské dráhy (Deutsche Reichsbahn-Gesellschaft – DRG) přeznačily řadu P 8 na 38. Touto řadou byly označeny i saské lokomotivy původní řady XII H2, P 8 obdržela inventární čísla od 1001 výše. V průběhu 2. světové války postupně DR zařazovaly do svého parku i lokomotivy na obsazených územích a přidělovaly jim svá inventární čísla, často duplicitně čísla vlastních strojů, které již byly dříve zrušené.

## Nasazení u DB
Po druhé světové válce přešlo cca 1200 lokomotiv řady 38.10-40 k DB. Profesor Mölbert z Hannoveru navrhl jejich použití ve vratných soupravách s řídícími vozy. Za tím účelem byl zkonstruován nový krátký tendr. Firma Krauss-Maffei takto vybavila stroje 38 2919 a 38 2990, které byly přeznačeny na řadu 78.10. Ty se však příliš neosvědčily, při jízdě tendrem vpřed jezdily zjevně špatně, rychlost byla omezena na 60 km/h. K úspěchu vedlo teprve spojení s vanovými tendry vyřazovaných lokomotiv válečné řady 52, tím se prodloužil i akční rádius lokomotivy. V Bavorsku došlo k vybavení osmi lokomotiv pro provoz ve vratných soupravách. Ty zajišťovaly osobní dopravu na trati Mnichov–Buchloe.
K další výrazné změně vzhledu lokomotivy docházelo dosazováním usměrňovacích plechů Witte. Tyto plechy a výše zmíněné tendry patřily k typické vizáži lokomotiv ř. 38 u DB. Část strojů se ještě po roce 1968 dočkala přeznačení na řadu 038. Jako poslední byla vyřazena 038 772-0 depa Rottweil koncem roku 1974.

## Řada 38 v NDR
Poválečné Deutsche Reichsbahn měly po válce cca 700 strojů řady 38. Také v NDR byla tato řada dlouho pokládána za nenahraditelnou, teprve dieselové lokomotivy řady V 100 ji začaly koncem 60. let vytlačovat. Na rozdíl od DB ponechávaly DR lokomotivy většinou v původní podobě. Pouze jediná dostala tendr řady 52, jen několik bylo vybaveno čelní stěnou tendru, aby četa byla chráněna při jízdě tendrem vřed. Také usměrňovací plechy Witte se rozšiřovaly jen pomalu.
V roce 1964 byla lokomotiva 38 3276 vybavena zkušebně dyšnou Giesl. Měření prokázala 14–24 % úspory uhlí. Další zkušební jízdy s další upravenou lokomotivou – 38 2680 přesvědčila vedoucí činitele DR o smysluplnosti této rekonstrukce, a tak, ačkoliv se konec provozu těchto lokomotiv očekával v nedlouhé době, bylo od roku 1966 vybaveno dyšnou Giesl dalších více než sedmdesát lokomotiv. V roce 1972 však provoz této řady u DR končí.

## Nástupci
Již koncem 30. let plánovaly říšské dráhy vývoj nové řady, která by postupně řadu 38.10-40 nahradila. Vlivem války se podařilo v roce 1941 vyrobit pouhé dva stroje nové řady 23 s uspořádáním 1'C1'.
Teprve v roce 1950 byla zahájena výroba nově vyvinutých lokomotiv řady 23 pro DB. Poslední ze 105 strojů této řady byl dokončen v roce 1959. Následkem nástupu nových trakcí došlo k vyřazení poslední lokomotivy řady 23 pouhý rok po vyřazení poslední P 8.
V NDR šel vývoj podobným směrem. DR si pořídily v letech 1955 – 1959 113 lokomotiv řady 23.10, které byly obdobou západoněmeckých strojů. V roce 1970 byly přeznačeny na 35.10 a ani ony se neudržely v provozu déle, než jejich předchůdkyně. Poslední z nich byly vyřazeny v roce 1977, avšak v důsledku energetické krize byla 35.1113 reaktivována a provozována až do roku 1985.

## Nasazení P 8 v dalších evropských zemích

### Ok1 PKP
Ke 192 strojům, které získaly PKP jako válečnou reparaci, si objednaly dalších 65 kusů u firem Hanomag a Linke-Hofmann. Tyto stroje byly dodány v letech 1922–1923. PKP přidělily lokomotivám řadové označení Ok1.
V březnu 1939 připadlo při obsazení Polska 102 (dle jiných zdrojů 98) lokomotiv Ok1 Sovětskému Svazu a zbytek převzaly DR. Po II. světové válce naopak PKP získaly další stroje od DR, a tak se s počtem 422 kusů stala řada Ok1 nepočetnější polskou řadou parních lokomotiv pro osobní dopravu.
Až do 60. let 20. století se jednalo o klíčovou řadu v osobní dopravě. Poslední z těchto lokomotiv dojezdily v roce 1981.

### Francie

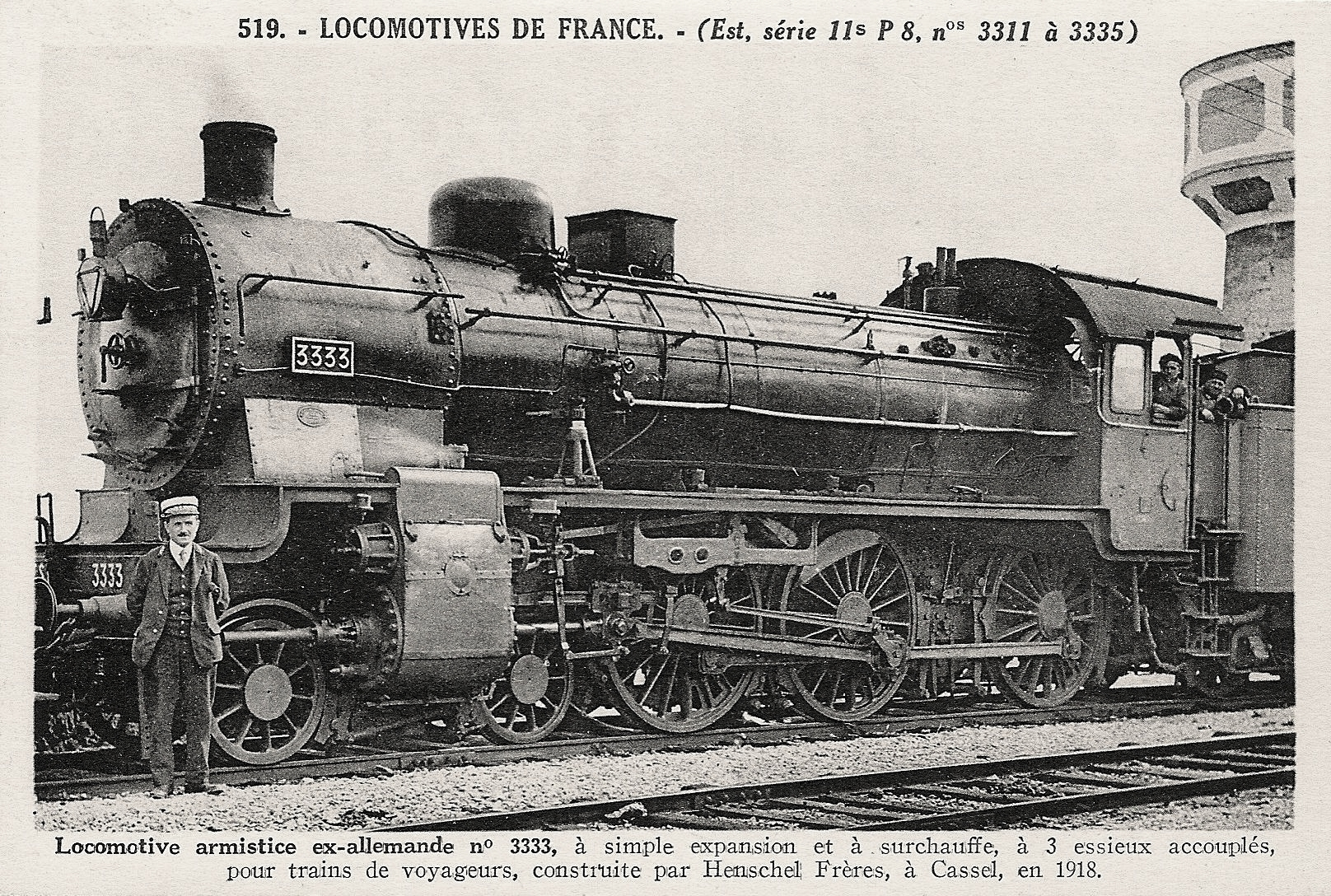
Francouzský stroj 3333 Est

Francie získala po první světové válce jako válečnou reparaci celkem 162 strojů řady P 8. Lokomotivy byly rozděleny mezi železniční společnosti následujícím způsobem:
- Compagnie des chemins de fer de l'Est obdržela 25 lokomotiv a označila je řadou 11 S s čísly 3311–3335
- Les chemins de fer de l'Alsace-Lorraine obdržely 25 lokomotiv, které označily 2350–2374
- La Compagnie des chemins de fer du Nord obdržela 75 lokomotiv, které označila 3.1601–3.1675
- L' Administration des chemins de fer de l'État obdržela 17 lokomotiv, které dostaly označení 230–943 až 959
- La Compagnie du chemin de fer de Paris à Orléans dostala 20 lokomotiv, které označila 730–701 až 720

Po vzniku SNCF v roce 1938 byly lokomotivy přeznačeny následovně:
- 1–230 F 311 – 335 stroje Est
- 1–230 F 352 – 374 stroje alsasko-lotrinské
- 2–230 C 1 – 75 stroje Nord
- 3–230 E 943 – 959 stroje Etat
- 4–230 H 701 – 720 stroje Midi.

V roce 1950 byly stroje přeživší válku přeznačeny na řadu 1–230 F:
- 1–230 F 311 – 335 stroje Est
- 1–230 F 352 – 374 stroje alsasko-lotrinské
- 1-230 F 2 – 75 původní 2–230 C 1 – 75 (pouze zbylých 15 strojů s původními inventárními čísly)
- 1–230 F 343 – původní 3–230 E 943 Etat
- 1–230 F 701 – 720 – původní 4–230 H 701 – 720 Midi

V roce 1946 doplnily tuto řadu další 4 stroje řady 38 DRG získané jako válečná reparace po druhé světové válce. Byly označeny jako 1–230 F 600, 607, 641 a 694.

### 230 v Rumunsku

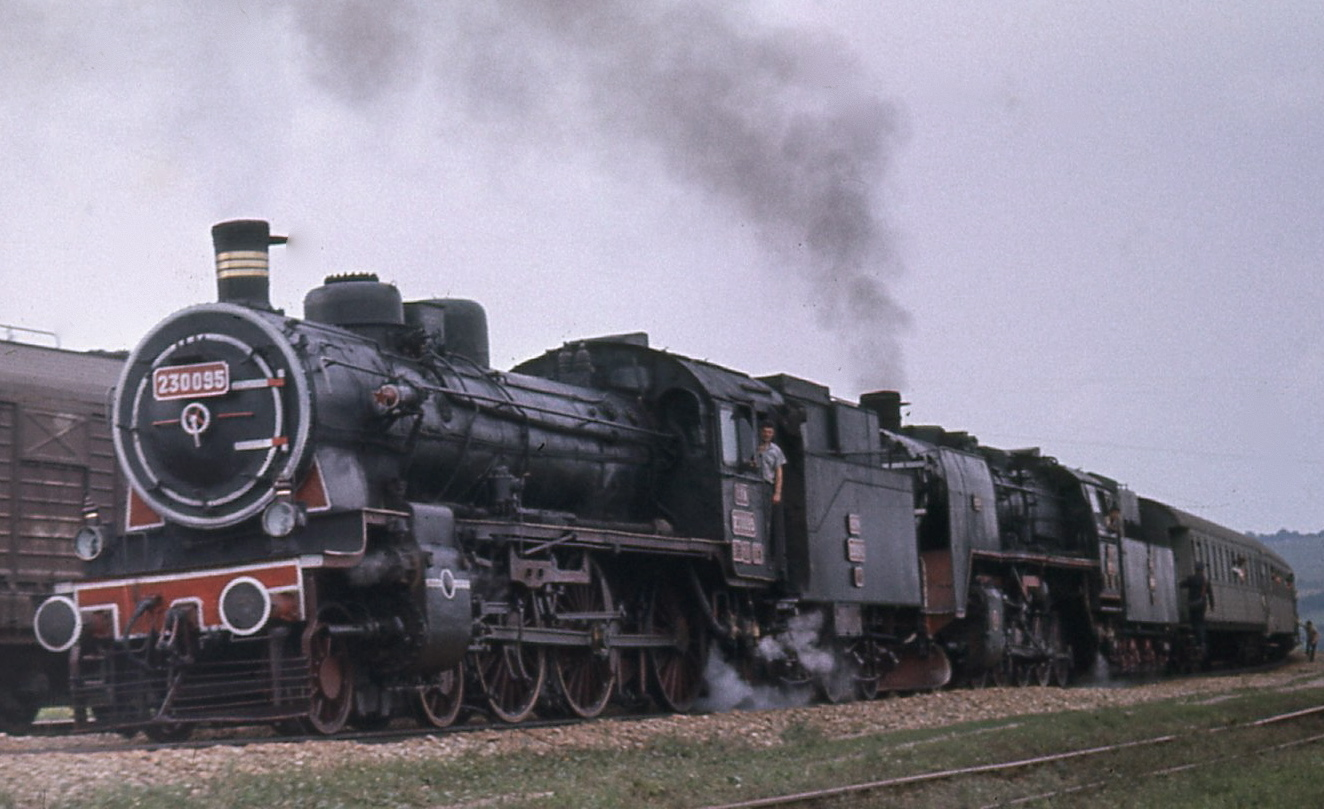
230 095 CFR ve stanici Sălişte nedaleko Sibiu, 1972

Prvních 18 lokomotiv řady P 8 přišlo do Rumunska jako válečná reparace. Až do roku 1923 byly označeny původními pruskými čísly, poté jim CFR přidělily označení 230.036–53 dle nového systému z roku 1920. V roce 1920 objednaly CFR v Německu výrobu dalších 75 lokomotiv – 230.001-035 a 230.054-093. Lokomotivy byly vybaveny petrolejovým osvětlením a neměly instalovánu samočinnou brzdu, ani přídavné olejové vytápění, obojí bylo namontováno až dodatečně. V roce 1926 si pořídily CFR dalších 18 strojů od DR, tehdy již označených řadou 38.10–40.
Dvacet lokomotiv objednaných v roce 1929 a dodaných v roce následujícím již bylo z výroby vybaveno dle požadavků CFR – elektrické osvětlení AEG, vodočistič Pecz-Rejtö, přídavné olejové vytápění, injektor Friedmann LF X na výfukovou páru, injektor ASZ 10 na ostrou páru. Stroje obdržely čísla 230.112–131.
Od roku 1932 vyráběly tyto lokomotivy licenčně lokomotivky Malaxa a Resita. Lokomotivy měly mírně odlišné parametry, zejména měly o něco málo nižší celkovou hmotnost. Celkem 139 strojů dodala v letech 1932–1936 lokomotivka Resita a 91 v letech 1932–1939 lokomotivka Malaxa. Posledních 19 strojů z lokomotivky Resita mělo ventilový rozvod Lentz (230.501-519) a 11 strojů z roku 1936 vyrobených v lokomotivce Malaxa mělo ventilový rozvod Caprotti (230.520-530). Těchto 30 strojů mělo z výroby i elektrické osvětlení. Při příležitosti hlavních oprav byly v letech 1951-53 ventilové rozvody nahrazeny šoupátkovými.

### 64 v Belgii

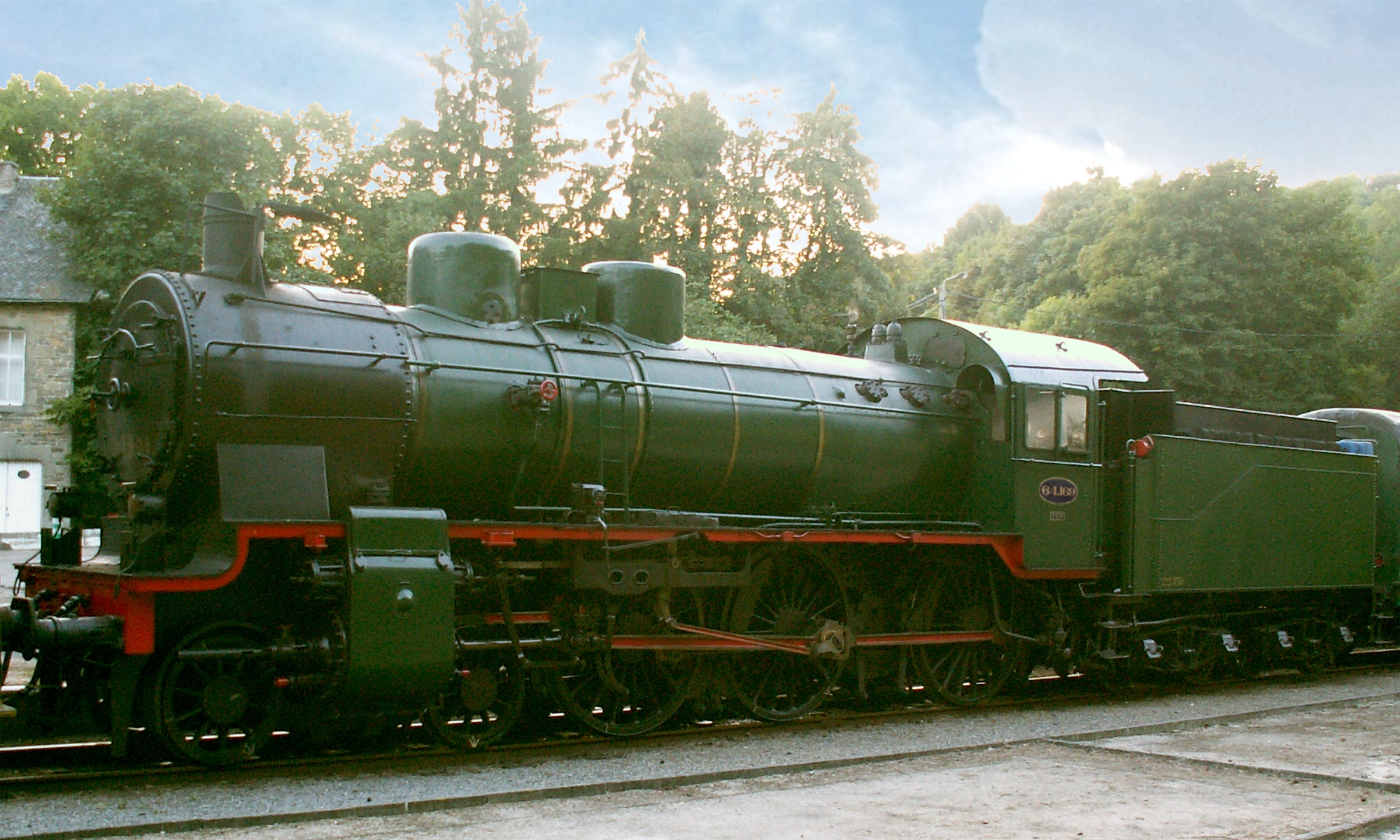
64.169 SNCB na muzejní železnici - Spontin, Belgie 2007

Lokomotivy, které přešly po první světové válce do belgického vlastnictví, byly označeny řadou 64. Z provozu byly vyřazeny v roce 1967.

### 675 v Itálii
Na základě územních změn po 1. světové válce získala Itálie spolu s regiony Trentino, Alto Adige a Venezia Giulia i 25 strojů řady P 8, které se na připojených územích tou dobou nacházely. Byly označeny 675.001-025 a přiděleny depům Firenze a Orte. Jejich působení u FS nebylo příliš úspěšné, jelikož jejich poměrně vysoké nápravové síly neumožňovaly nasazení na staré tratě s málo únosným svrškem. Byly zrušeny v letech 1935–1940.

### 377.05 ČSD
Po 2. světové válce zůstaly lokomotivy řady 38.10-40 roztroušené po celé Evropě, včetně Československa. Zde byly soustředěny na Bohumínsko a do výtopen Přerov a Děčín-východ. ČSD jim přidělily řadové označení 377.0500 – 377.0530, celkem 31 strojů. Většina těchto lokomotiv pocházela od PKP (řada Ok1), jejich původ však byl obtížně určitelný, neboť po obsazení Polska zařazovaly DR polské lokomotivy do svého stavu pod čísly svých, tou dobou již vyřazených lokomotiv. Od roku 1947 se proto lokomotivy této řady vracely PKP. Jedinou výjimkou byla 377.0519 z Děčína – na základě žádosti Výzkumného ústavu dopravní a opravárenské techniky (později VÚŽ) byla zprovozněna a byla do ní zabudována Riggenbachova protitlaková brzda. Takto byla využívána s dynamometrickým vozem pro zkoušky parních lokomotiv, a to až do roku 1963, kdy byla vyřazena.

### Dánsko
Tři německé lokomotivy, které se po 2. světové válce nacházely na území Dánska, byly nově označeny T 297, 298 a 299. Lokomotivy byly vyřazeny v letech 1956–1966 a v roce 1973 sešrotována poslední z nich.

### Holandsko
Po válce se na území Holandska nacházelo pět lokomotiv řady 38.10-40. NS je označily jako 3851–3855 a již roku 1947 vrátily Německu.

### Jugoslávie
Sedm lokomotiv řady 38.10-40 nacházejících se po válce na území Jugoslávie bylo z počátku připojeno k řadě 03. Lokomotivy dostaly pro odlišení inventární čísla 201–207. V roce byly přeznačeny na řadu 09 s inventárními čísly 001–007.

### Řecko
Lokomotivy na řeckém území po válce převzaly řecké železnice a přidělily jim řadu Ζδ (Zéta delta).

## Zachované stroje

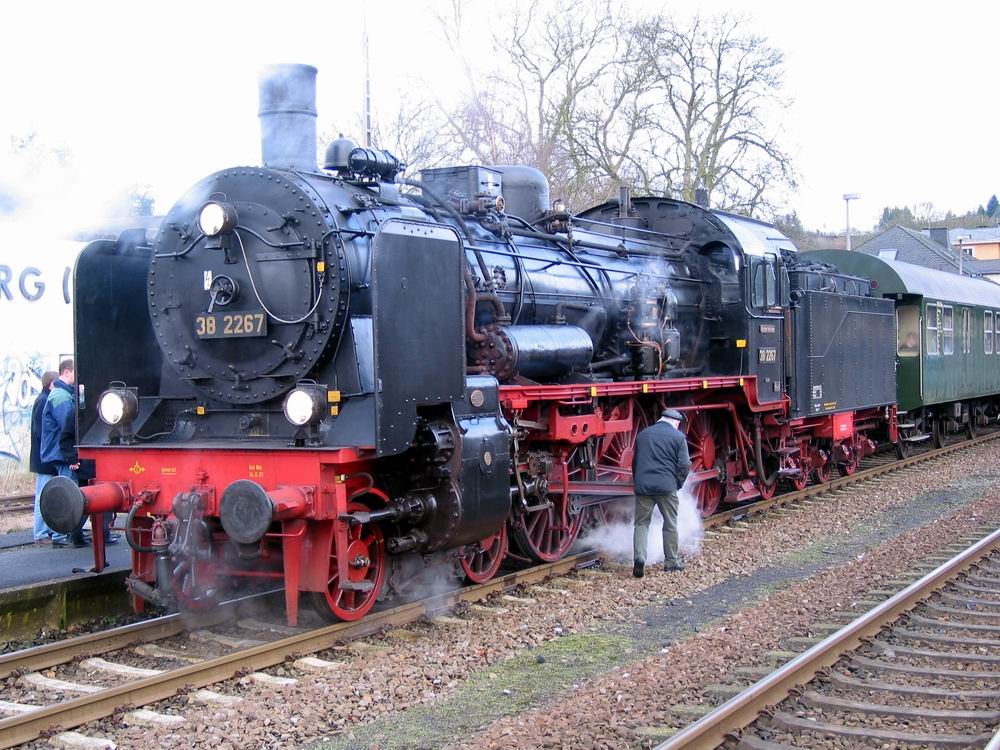
Lokomotiva 38 2267, rok výroby 1918

### Německo

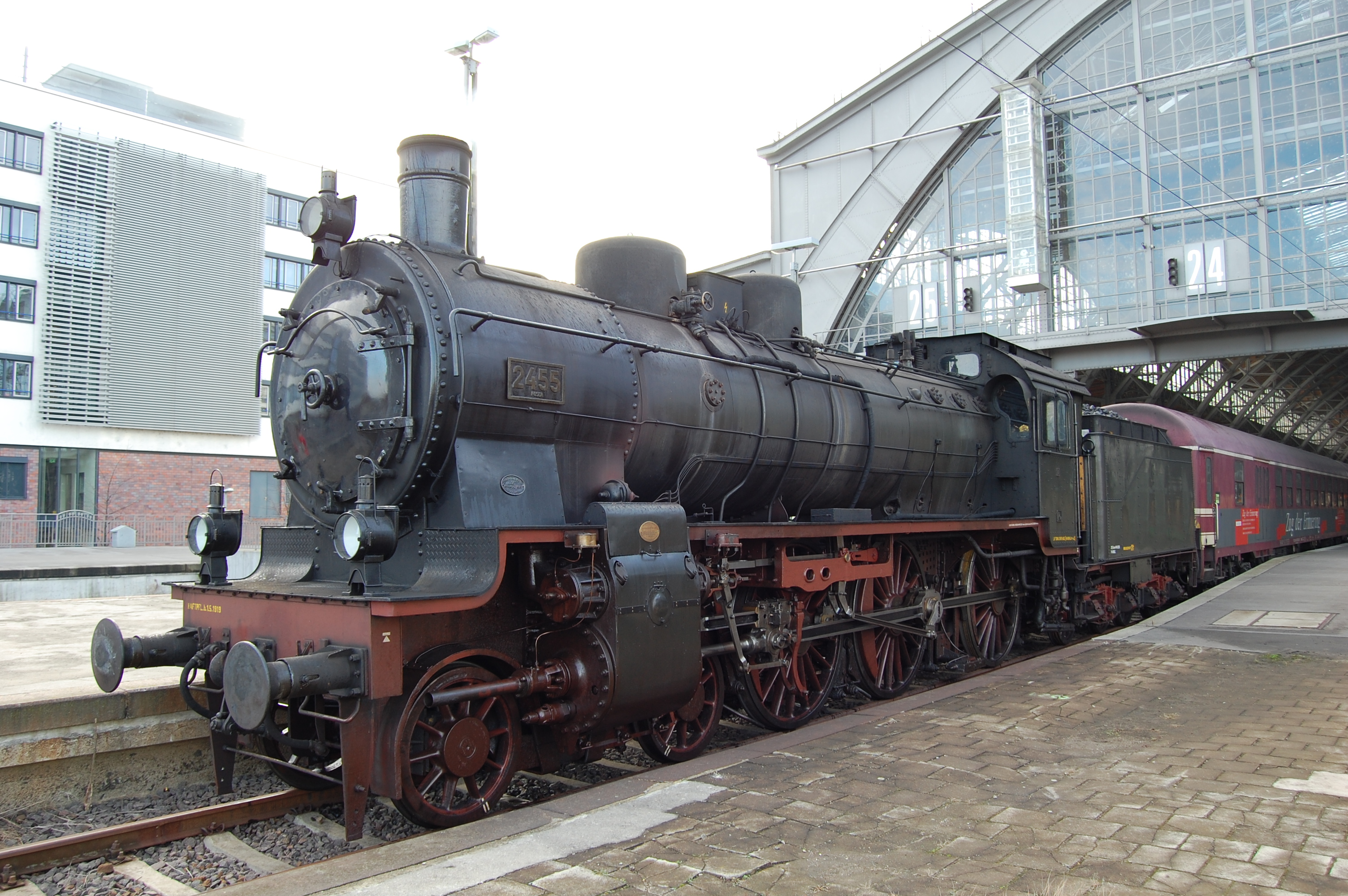
P 8 2455 Posen v Lipsku

- 38 1182 (Schwartzkopff 1910) – Dopravní muzeum v Norimberku, deponována ve výtopně Arnstadt.
- 38 2884 (Vulkan 1921) – Dopravní muzeum v Norimberku, v dopravní hale
- 38 2267 (1918) – Železniční muzeum Bochum-Dahlhausen, provozuschopná
- 38 3199 (Linke-Hofmann 2276/1921) – Jihoněmecké železniční muzeum Heilbronn, provozuschopná; původně 2580 Elberfeld, poté 38 3199; v roce 1926 stroj zakoupily CFR a označily 230.106; v roce 1974 byla odstavena; železniční nadšenci ji objevili na šrotišti a nechali v roce 1999 v Kluži zprovoznit; lokomotiva má podobu, jakou měla u nově vzniklých DR a od roku 2002 vozí nostalgické vlaky.
- 38 2383 (Henschel 1919) – Deutsches Dampflokomotiv-Museum (DDM) v Neuenmarktu; v muzeu se nachází od roku 1977 (předposlední stroj P 8 v pravidelném provozu u DB)
- 38 1772 – (Schichau 1915) – Výtopna Siegen, poslední P8 DB, úředně odstavená 5. prosince 1974[6] (tehdy již 038 772-0), až do 13. února 1975 byla ještě nasazována k rozlúčkovým jízdám; celkem ujela 3 719 271 km, v 80. letech znovu zprovozněna, roku 1993 opět odstavena, schopná přepravy
- P8 2455 Posen (Linke-Hofmann 1804/1919) – Länderbahnreisen / Manuel Jußen je majitelem lokomotivy deponované v Železničním muzeu v Dieringhausenu; u DR jako 38.2460; v srpnu 1926 prodána do Rumunska (230.094), v provozu do roku 1974; na jaře 1998 prodána současnému majiteli, v roce 2001 v Rumunsku obnovena do stavu 20. let 20. století, provozuschopná
- 38 711-8 – se dvěma vozy sloužícími jako restaurace stojí ve východní čtvrti Berenbostel města Garbsen nedaleko Hannoveru
- 38 3650 – na parkovišti u obchodního centra v obci Böblingen-Hulb poblíž Stuttgartu

### Polsko

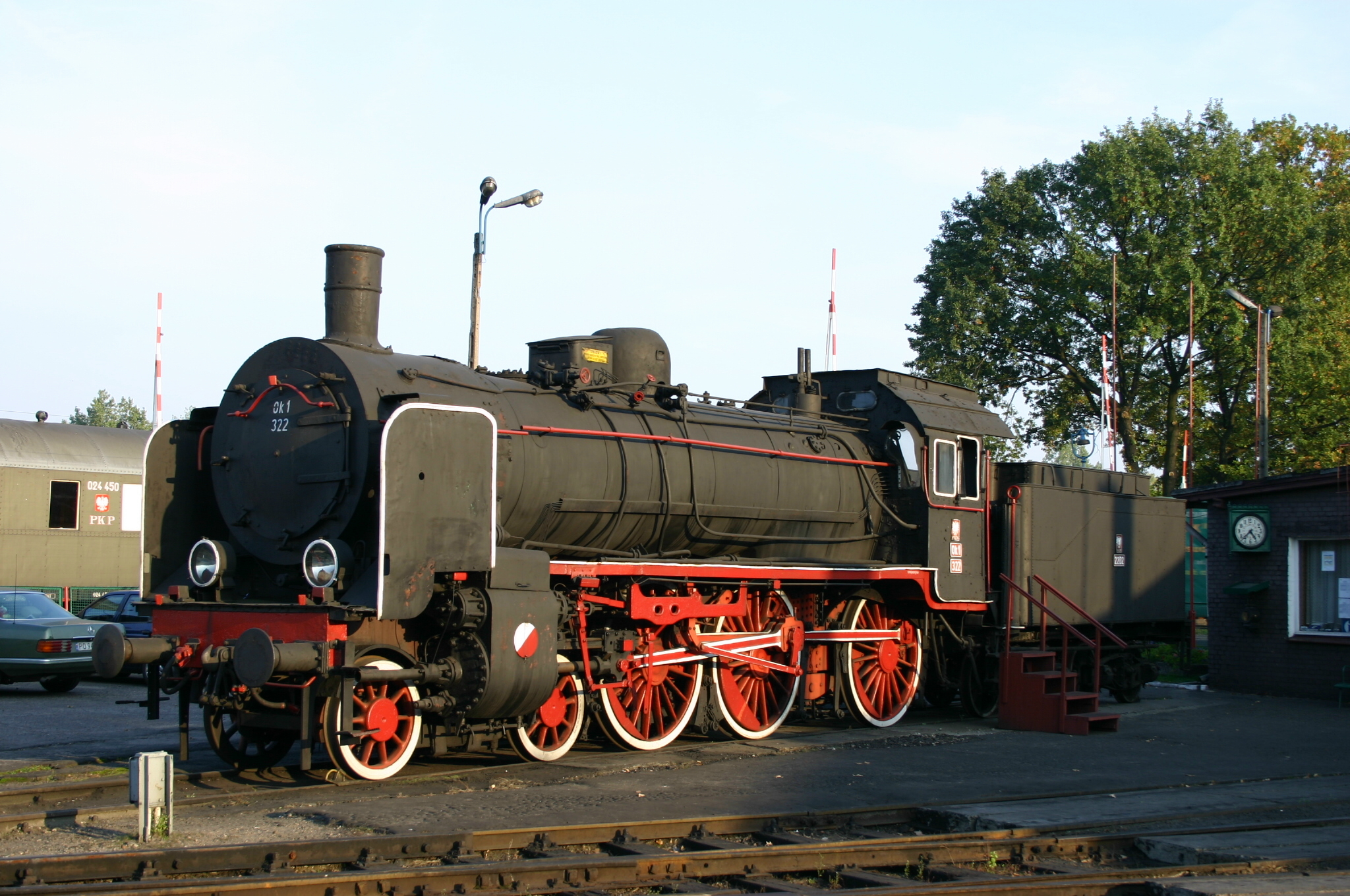
Ok1-322 Wolsztyn

- Ok1-112 (ex 38 1698, Borsig 9076/1915), muzeum Kościerzyna
- Ok1-198 (1919 Berliner Maschinenbau-Actien-Gesellschaft BMAG, dříve Luis Schwartzkopff), Żagan
- Ok1-258 (ex 38 3272, Henschel & Sohn, Kassel 18376/1921), nyní Ełk
- Ok1-266 (ex 38 3587, Schichau 2925/1921), nyní Ełk
- Ok1-322 (ex 38 3192, Linke-Hoffmann 2269/1921) z Choszczna, nyní Wolsztyn
- Ok1-325 (ex 38 3267, 	Henschel & Sohn, Kassel 18371/1921), Jaworzyna Śląska
- Ok1-359 Schwartzkopff 6388/1917. Do roku 1945 38 2155 DR, nyní Wolsztyn

### Rumunsko

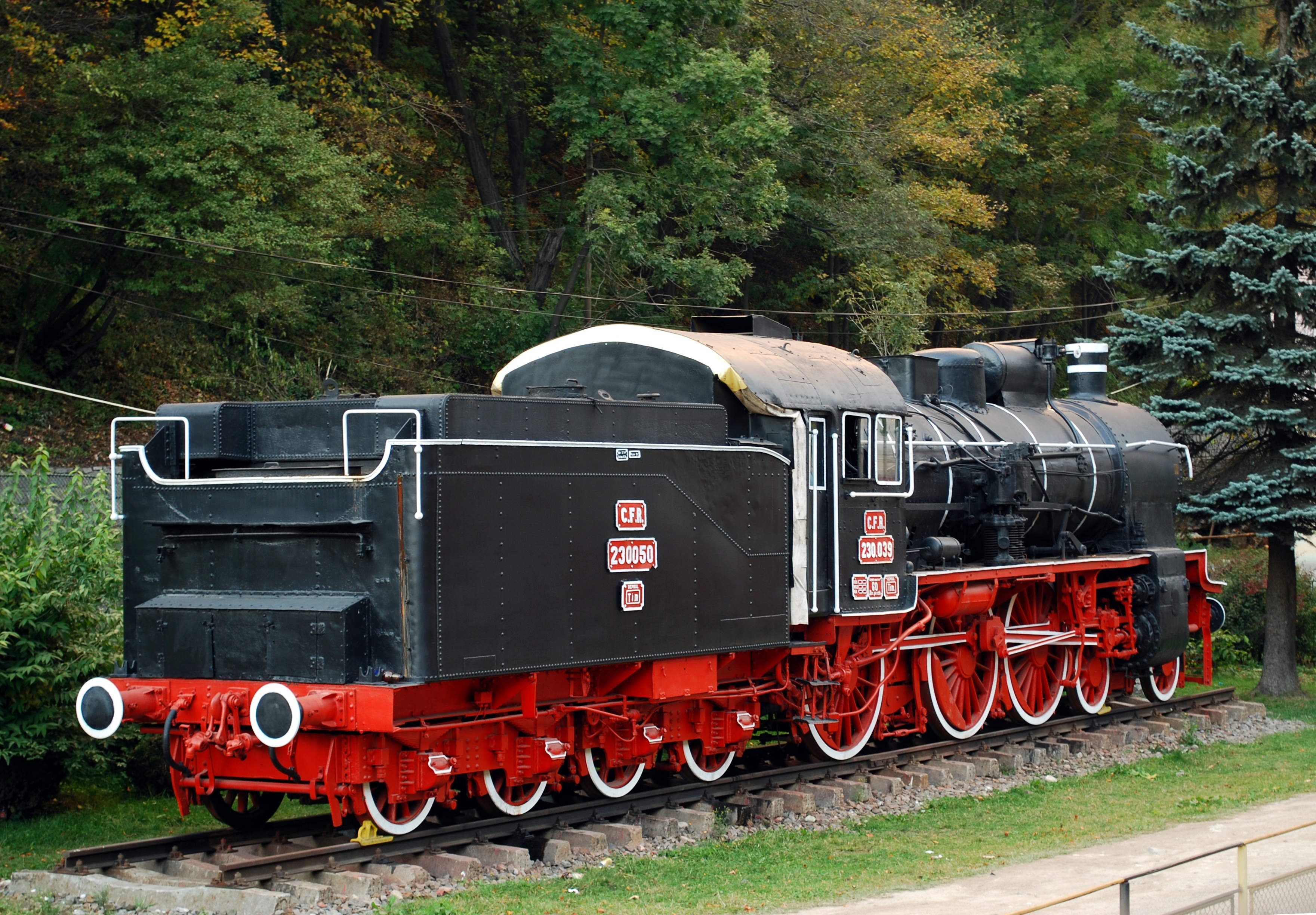
230.039 v Sinaii

- 230.132 – první stroj z lokomotivky Resita, depo Ploiesti
- 230.142 – první stroj z lokomotivky Malaxa, depo Oradea
- 230.038-ex DR 38.2556, depo Iasi
- 230.039-ex KPEV KBG 2407 s pákovým rozvodem a tendrem typu K lokomotivy 230.050
- 230.299 – depo Dej Triaj
- 230.401- válečná reparace, původní číslo DR neznámé
- 230.516 – provozní, s tendrem 230.052
- 230.094 – v Německu
- 230.106 – v Německu
- 230.199 – v Německu
- 230.301 – v Rakousku

### Belgie
- 64.045 – pomník Leuven – poslední lokomotiva SNCB v pravidelném provozu
- 64.169 – původem rumunský stroj 230-084 (Henschel 18939/1921), v Belgii od 30. března 2007, provozní, v majetku PFT (Patrimoine Ferroviaire Touristique)
- mimo Belgii jsou zachované stroje inv. čísel 81, 90, 93 a 97[7][8]

### Rakousko
- 638.1301 – původně rumunská 230.301 (Reşiţa 316/1935)[9] – majetek Rakouské společnosti pro železniční dějiny (Österreichische Gesellschaft für Eisenbahngeschichte – ÖGEG), provozuschopná; nasazována v různých podobách s různými čísly, v Německu např. jako 38.

## Popis lokomotivy
Lokomotiva řady P 8 je dvojčitá na přehřátou páru. Pojezd lokomotivy se skládá z dvounápravového běžného podvozku s příčným posuvem vůči otočnému čepu ±40 mm. Uspořádání tří spřažených dvojkolí, z nichž prostřední je hnací, je nápadné velkým rozestupem mezi druhým a třetím dvojkolím, což umožňuje dobrý přístup k popelníku. Rám je plechový, tloušťka postranic činí 25 mm. Osa kotle se nachází 2750 mm nad temenem kolejnice. Na kotli byl původně jeden (zadní) parní dóm, u sériových strojů přibyl před písečníkem druhý. U lokomotiv pro Rumunsko a vyráběných v Rumunsku se uspořádání parních dómů měnilo. Topeniště bylo dlouhé a úzké – 2,62 x 1,01 m. Parní stroj měl dva vnější válce o průměru 575 mm (původně 590 mm) a šoupátka 220 mm. Rozvod parního stroje byl do roku 1912 s úhlovými pákami, od roku 1913 s kulisou Kuhn. Vyrovnávače tlaku měly pneumatické ovládání. Strojvůdcovská budka měla u prvních cca 100 lokomotiv šípovité čelo, další již měly čelo rovné. Budka byla velmi malá ve srovnání s jinými lokomotivami.
Lokomotivy měly tlakovou brzdu Knorr a oboustranně obrzděná hnací a spřažená kola. Od roku 1913 dostal jednostranné obrzdění i běžný podvozek. Lokomotiva tak dosáhla 126 brzdících procent.
Indikovaný výkon lokomotivy dosahoval 1512 koní. Lokomotiva utáhla na rovině rychlík o hmotnosti 630 t rychlostí 80 km/h nebo na sklonu 10 ‰ se 400 t na háku dosáhla rychlosti 70 km/h.
Aby se lokomotivy vešly i na malé točny, spřahovaly je Pruské státní dráhy s tendry T 21,5, které měly objem vodojemu 21,5 m³ a zásobu uhlí 7 t. Později je DB spojovaly i s vanovými tendry vyřazených válečných lokomotiv ř. 52. To umožnilo zvýšení rychlosti tendrem napřed z 50 km/h na 85 km/h. Východoněmecké DR je zase spřahovaly s tendry řady 17 – tzv. tendry na dlouhé tratě.

### Turbínový tendr (booster)

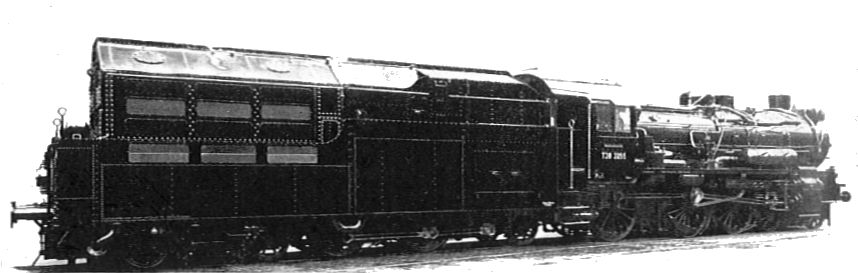
T38 3255 s turbínovým boosterem

V roce 1927 upravila firma Henschel lokomotivu 38 2555 na turbínovou. Lokomotiva byla upravena minimálně, změny se týkaly především tendru. Nový tendr s uspořádáním 1´B´2´ měl podvozek poháněný dvěma turbínami – pro každý směr jízdy jednou. Turbíny využívaly výfukovou páru. Jelikož na výstupu byl již tlak páry nedostatečný pro využití v dyšně, byla lokomotiva vybavena elektricky poháněným ventilátorem v dýmnici. Přínos celého zařízení byl neuspokojivý, takže v roce 1937 bylo odstraněno.

## Odvozené konstrukce
Kotel lokomotivy byl využit u pruských řad G 10 a T 18. Podle vzoru P 8 vznikla švédská řada B. V Polsku byl pojezd P 8 základem pro řadu Ok22.